# Kraj Moermansk
De kraj Moermansk (Russisch: Му́рманский край)  was een kraj van de RSFSR. Het gebied van de kraj is tegenwoordig ongeveer het gebied van de oblast Moermansk in het noorden van Europees Rusland. Ze ontstond in 1918 uit de oejezden Aleksandrovsk en Kermsk van het gouvernement Archangelsk en delen van het gouvernement Olonets. De hoofdstad was Archangelsk.

## Geschiedenis
De naam kraj Moermansk werd voor het eerst gebruikt door de Moermanskse Sovjet van Arbeiders en Soldaten vlak na de Februarirevolutie.  Op 9 november 1917 werd de macht overgedragen aan het Revolutionaire Comité Moermansk. Na een gezamenlijk congres van de Moermanskse Sovjet en het Revolutionaire Comité Moermansk stemden de lokale afgevaardigden van democratische organisaties op 2 december werd het Revolutionaire Comité Moermansk afgeschaft en werd de macht overgedragen aan de Sovjet.
Op 18 februari 1918 besloot het congres van het gouvernement Archangelsk dat de stad Moermansk, als hoofdstad van de kraj Moermansk, zelfbestuur kreeg en hiermee werd de kraj erkend als onafhankelijk van het gouvernement Archangelsk. Het bestuur van het gouvernement Archangelsk had geen controle over de Moermanskse Sovjet en het gebied kwam onder bestuur van het Heel-Russisch Centraal Uitvoerend Comité en de Raad van Volkscommissarissen van de RSFSR.
Op 2 maart 1918 behandelde de raad van volkscommissarissen een voorstel waarbij de kraj Moermansk formeel afgescheiden zou worden van het gouvernement Archangelsk. Het voorstel werd in stemming gebracht, maar de stemming werd uitgesteld.
In juni 1918 bereikte de Sovjet van de kraj een overeenkomst met de Geallieerden van de Eerste Wereldoorlog om ze te erkennen. Op 2 april werd na de val van het sovjetbewind de voorlopige regering van de Noordelijke Oblast opgericht, waar het gebied van de kraj Moermansk onder viel. Op 6 augustus 1918 gaf de Sovjet van de kraj voorzitter Joerijev toestemming om het gebied ervan op te laten gaan in de Noordelijke Oblast. Op 15 september 1918 nam de voorlopige regering een besluit waarbij de kraj Moermansk onderdeel werd van de Noordelijke Oblast. Hierna werd de kraj afgeschaft en het gebied opgedeeld in zemstvos.
Op 2 februari 1920 werd de voorlopige regering van de noordelijke oblast afgeschaft en door een resolutie werd het gouvernement Moermansk. Het gouvernement bestond behalve het gebied van de kraj Moermansk ook uit oejezden van de gouvernementen Olonets en Archangelsk. Dit gouvernement bestond slechts korte tijd en na de opheffing ervan werden de oejezden hersteld tot de grenzen van 1917.